# Varennes-Saint-Sauveur
Varennes-Saint-Sauveur é uma comuna francesa na região administrativa de Borgonha-Franco-Condado, no departamento Saône-et-Loire. Estende-se por uma área de 30,56 km². Em 2010 a comuna tinha 1 161 habitantes (densidade: 38 hab./km²).